# Minnie Dlamini
Minenhle Jones (7 de julio de 1990 en Durban), más conocida como Minnie Dlamini, es una actriz, presentadora y modelo sudafricana.

## Biografía

### Carrera como presentadora
Mientras estudiaba en la Universidad de Ciudad del Cabo, Dlamini se convirtió en la presentadora del programa de televisión LIVE en junio de 2010. Más adelante presentó Mzansi Insider, un programa de variedades de la cadena SABC 1. En 2012 abandonó el programa para enfocarse en su naciente carrera como actriz, aunque paralelamente presentó el programa deportivo Soccerzone con Thomas Mlambo hasta 2016. Desde entonces ha presentado importantes eventos como los Metro FM Music Awards, los Africa Magic Viewers Choice Awards de 2016, los PSL Awards y los South African Film and Television Awards.

### Carrera como actriz
En 2010 Dlamini debutó como actriz en la serie de la SABC 1 Generations, donde interpretó el papel de Miranda. Más adelante representó el papel de Zintle Lebone en The Wild y el de Nosipho Bogatsu en Rockville.